# Ženska volilna pravica
Ženska volilna pravica pomeni, da ženske enakopravno z moškimi pasivno in aktivno sodelujejo na državnih in lokalnih volitvah.

## Zgodovina
Na začetku razvoja sodobne demokracije je bila volilna pravica omejena na ozek krog ljudi, ki so izpolnjevali volilne cenzuse. Sprva je prevladoval premoženjski cenzus, ki je bil na začetku zelo visok, z njegovim nižanjem pa se je število volivcev višalo. Pogosto je bila volilna pravica omejena tudi s cenzusom izobrazbe, ponekod pa s cenzusom pismenosti. Splošna volilna pravica za moške je bila uvedena leta 1848 v Franciji in Švici, 1869 v Nemčiji, 1907 v Avstro-Ogrski in do leta 1920 v vseh zahodnoevropskih državah.
Prve zahteve po ženski volilni pravici so se pojavile po francoski revoluciji (1789–1794). Leta 1790 je to vprašanje odprla Mary Wollstonecraft v delu A Vindication of the Rights of woman (1790). Olympe de Gouges je v Deklaraciji o pravicah ženske in državljanke kmalu po francoski ustavi (1791) spodbudila ženske k zahtevi enakih pravic.
Na prvem shodu za ženske pravice v zvezni državi New York leta 1848 so razglasili, da so vse ženske in moški po rojstvu enaki. Susan B. Anthony (1820–1906) in Elizabeth Cady Stanton (1815–1902), bojevnici v ameriškem gibanju za žensko volilno pravico in enakopravnost, sta leta 1896 ustanovili Nacionalno združenje za žensko volilno pravico. Gibanje za žensko volilno pravico v Veliki Britaniji se je začelo leta 1866, ko je radikalni poslanec in filozof John Stuart Mill predlagal parlamentu prvo peticijo za žensko volilno pravico. Francoske feministke so leta 1869 ustanovile časopis Pravica žensk in si leta 1900 uspešno izborile vstop v pravni poklic ter leta 1907 pravico poročenih žensk, da razpolagajo s svojim zaslužkom. Nova Zelandija je bila prva država, ki je ženskam dala volilno pravico leta 1893.
Leta 1900 je Nacionalna zveza društev za žensko volilno pravico, ki jo je vodila Millicent Garrett Fawcent, postala največja organizacija v Veliki Britaniji za ženske pravice. Njene članice so se imenovale sufražetke in so se borile za ženske pravice na miroljuben način. Leta 1903 je bilo ustanovljeno novo druženje sufražetk pod vodstvom Emmeline Pankhurst (1858–1928). Imele so bojevitejše metode, razbijale so šipe in prirejale gladovne stavke. Leta 1908 je bila ženska volilna pravica uvedena  v Avstraliji, kjer se je  volitev udeležilo 90 290  žensk, kar predstavlja  85 % vseh na volilnih seznamih. V večini držav je bila uvedena v 20. stoletju do leta 1921, v nekaterih pa po 2. svetovni vojni (Francija in Italija 1946, Belgija 1948, Grčija 1952 in Portugalska 1974).
Zanimiva je preteklost ženske volilne pravice v Švici, kjer je bila, glede na zgodnjo uveljavitev moške volilne pravice (1848), ženska uvedena zelo pozno (1968). Boj za volilno pravico žensk se je v Švici začel leta 1886 v Zürichu s podpisom  in neuspešno predstavitvijo peticije. V naslednjih sedemdesetih letih se je zvrstilo še nekaj neuspešnih zahtevkov in referendumov na lokalni ravni. Leta 1959 je vlada vendarle organizirala prvi nacionalni referendum, na katerem so moški odločali o volilni pravici žensk in se z veliko večino odločili proti volilni pravici žensk. Leta 1968 se je iz geografskopolitičnih razlogov (hladna vojna) Švica hotela priključiti Evropskemu svetu in podpisati Evropsko konvencijo o človekovih pravicah. Organiziran je bil še en referendum, na katerem so moški ženskam z dvotretjinsko večino izvolili volilno pravico na državni ravni.
Ženska volilna pravica je bila uvedena v mednarodno pravo leta 1948, ko je Generalna skupščina Združenih narodov sprejela Splošno deklaracijo človekovih pravic. Dodatno jo je potrdila Konvencija o odpravi diskriminacije žensk, ki jo je sprejela Generalna skupščina OZN leta 1979. Odločba natančneje opredeljuje določbe iz Splošne deklaracije človekovih pravic. Začela je veljati 3. septembra 1981, ko jo je sprejelo 20 držav.  Ponekod (v muslimanskih deželah) ženska volilna pravica še vedno ni uvedena.

## Ženska volilna pravica na Slovenskem

#### Slovenke v društvih
Za udeležbo žensk v društvih je bilo manj ovir kot pri uveljavljanju volilne pravice. Članstvo v društvu je ženskam pomagalo pri uveljavitvi njihovih političnih pravic. Pravice žensk do članstva sta do prve svetovne vojne urejala Zakon o društvenem pravu in Zakon o shodnem pravu. V prvih povojnih mesecih je bil zakon, ki je ženskam prepovedoval članstvo v političnih strankah, razveljavljen. Ženske so imele vidnejše vloge v dobrodelnih društvih že v 19. stoletju. V Ljubljani je leta 1834 nastalo prvo Zavetišče za varovanje malih otrok. Predstojnica zavetišča je bila soproga deželnega guvernerja. Leta 1840 je bil ustanovljen ženski odbor zavetišča in takrat so ženske  dobile pomembnejšo vlogo v vodenju društva. Odbor je sestavljalo 24 članic, plemkinj in soprog pomembnejših meščanov.
Eno redkih društev, ki so ga ustanovile ženske, je bilo Evangelijsko žensko društvo v Ljubljani leta 1852. V društvo so bile včlanjene ljubljanske evangeličanke. Med prva ženska dobrodelna društva spada tudi Društvo milosrčnih gospa, ustanovljeno v šestdesetih letih 19. stoletja, ki je daljni predhodnik današnjega Rdečega križa. Na Kranjskem so se leta 1876 katoliške ženske organizirale pod okriljem Družbe svetega Vincencija Pavlovanskega, ki je bila največja katoliška dobrodelna ustanova na Slovenskem. Leta 1882 je bila v Ljubljani ustanovljena Družba gospa krščanske ljubezni svetega Vincencija Pavlovanskega.
Več možnosti soodločanja pa se je ženskam odprlo v socialnih društvih. Eno izmed takih sodelovanj med društvom in oblastjo je bilo sodelovanje Splošnega ženskega društva pri glasovanju za ureditev službenega razmerja poslov Deželne vlade za Slovenijo. V medvojnem obdobju so tudi ženska društva prvič zaposlila lasten kader, pred tem so tudi v ženskih društvih delali moški. Jugoslovanska ženska zveza je na državna telesa pošiljala veliko pripomb ženskih društev, predlagala je, da država imenuje dve zastopnici slovenskega ženstva. Leta 1936 je bila v Ljubljani ustanovljena podružnica Mednarodne zveze za zaščito otrok. K ustanovitvi so bile povabljene tudi delegatke društev: Kola jugoslovanskih sester v Ljubljani in Celju, Telesnokulturnega in izobraževalnega društva Antena, Banovinskega dečjega doma v Ljubljani, Društva Dom visokošolk.

#### Pot do volilne pravice
Volilna pravica je bila na Slovenskem uvedena leta 1848. Štajerski deželni stanovi so zborovali v Gradcu in sklenili, da bodo ženske volile s posredniki. S tem patentom je volilno pravico imelo le 12 % vsega prebivalstva. Po naslednjem patentu iz 17. 3. 1849 so imele volilno pravice mladoletnice preko skrbnika, poročene ženske preko moža, vdove, ločene in neporočene ženske pa preko posrednika. Vendar teh določb niso sprejeli volilni redi mest. Glavna deželna mesta so namreč sprejela posebne statute za urejanje volilne pravice. Volilna pravica je bila po zlomu absolutizma leta 1861 uvedena glede na davčni cenzus (koliko neposrednih davkov je državljan plačal) in izobrazbo (volili so lahko tudi duhovniki, učitelji, profesorji, uradniki), ni bila pa povezana s starostjo in spolom.
V obdobju vzpona liberalizma je bila na deželni ravni volilna pravica omejena na moške: leta 1884 na Koroškem in Kranjskem, leta 1904 na Štajerskem in leta 1908 v Istri. Samo na Goriškem volilna pravica ni bila vezana na spol. Na Kranjskem je bila volilna pravica za davkoplačevalke uvedena leta 1886, v Ljubljani pa leta 1887. Volilno pravico so imele, a niso smele priti na volišče. Leta 1910 pa so jim bila vrata na volišče tudi dejansko odprta, a so volile na posebnem volišču.  Prve volitve po novem volilnem redu so potekale 23. aprila 1911.  Za žensko volišče v Ljubljani je bilo določeno poslopje dekliškega liceja na Bleiweisovi cesti, v zgradbi, kjer so danes prostori slovenskega zunanjega ministrstva.
Ženske so imele veliko vlogo pri narodnem gibanju: delovale so v različnih ženskih društvih, podpirale so ustanavljanje slovenskih šol, med prvo svetovno vojno so zbirale podpise za podporo Majniški deklaraciji, leta 1897 so v Trstu ustanovile časopis Slovenka. Leta 1902 je Društvo slovenskih učiteljic oblikovalo zahtevo po volilni pravici. Po prvi svetovni vojni so se vse tri politične sile (liberalna, katoliška in socialdemokratska) zavzele za sprejem ženske volilne pravice. Toda v državnem okviru Kraljevine SHS so bile vse zahteve zavrnjene.  Uradni list je po prvi svetovni vojni 15. maja 1920  uvedel splošno volilno pravico na občinskih volitvah, tako so volili vsi, moški in ženske, ki so bili stari nad 21 let. S tem je bila v Sloveniji prvič uzakonjena splošna ženska volilna pravica. Liberalci v Beogradu (Jugoslovanska demokratska stranka) pa so  17. februarja 1921 to uredbo črtali. Splošna volilna pravica je bila ženskam ponovno dana šele leta 1945.
Volilno pravico so imele tudi udeleženke NOB med drugo svetovno vojno. Po drugi svetovni vojni je bil  urejen tudi položaj nezakonskih otrok in položaj ženske kot državljanke, saj je včasih ženska izgubila državljanstvo, če se je poročila s tujcem. Enake pravice žensk od leta 1991 v Sloveniji določa 14. člen Ustave Republike Slovenije.